# Harquency

Harquency este o comună în departamentul Eure, Franța. În 1 ianuarie 2022 avea o populație de 273 de locuitori.